# Ekkehard Wölk

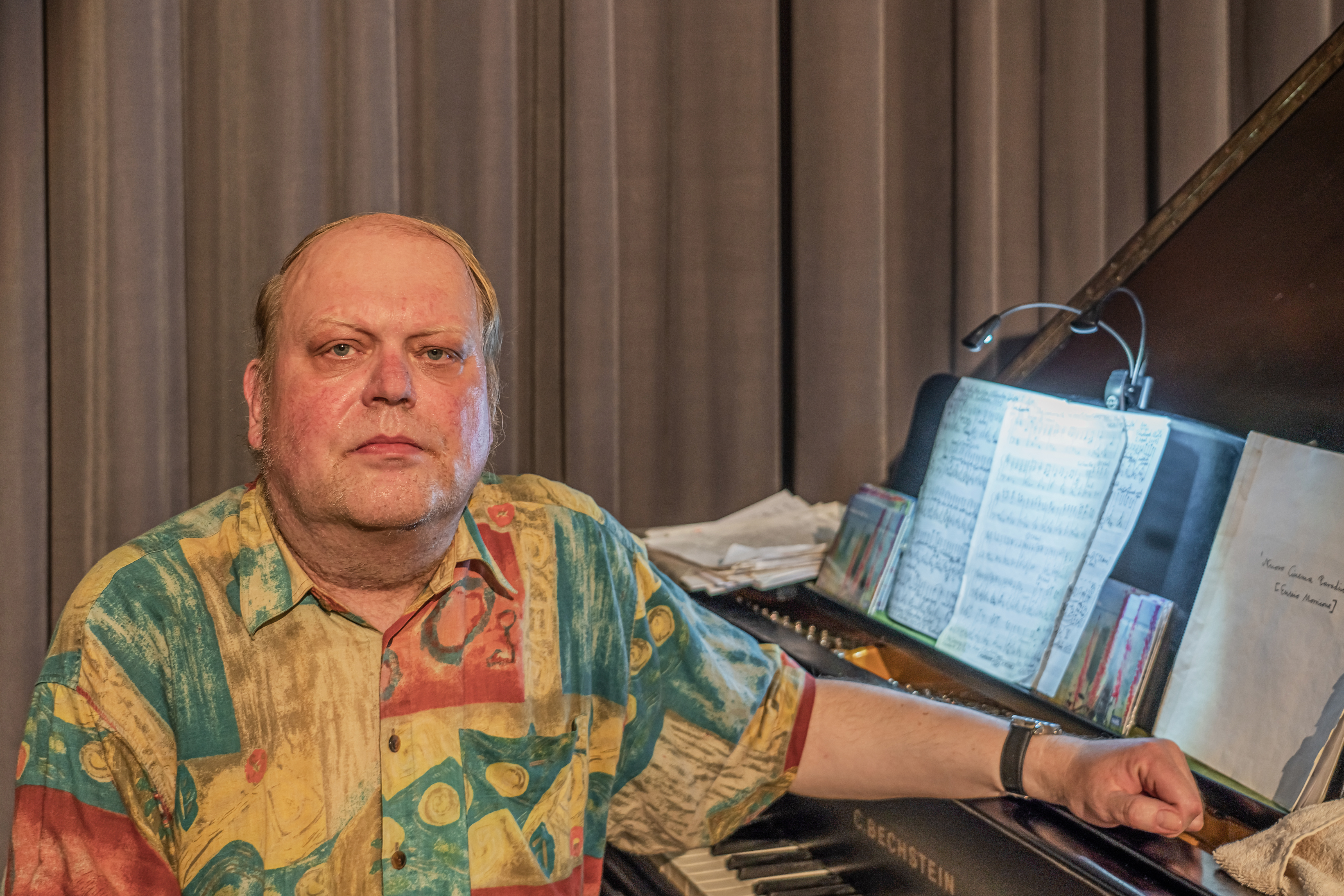
2023

Ekkehard Wölk (* 14. Juni 1967 in Schleswig) ist ein deutscher Jazzpianist und Komponist.

## Leben
Wölk studierte nach dem Abitur, das er 1987 ablegte, zunächst historische und systematische Musikwissenschaft an der Universität Hamburg und später an der Humboldt-Universität zu Berlin. Von 1988 bis 1994 absolvierte er außerdem eine Ausbildung zum klassischen Pianisten am Hamburger Konservatorium und an der Musikhochschule Lübeck, die er mit einem Diplom als Konzertpianist und Musikpädagoge beendete. Zu seinen Lehrern gehörten Kevin McKenna (Dublin), Hartmut Leistritz (Lübeck), Eliza Hansen (Hamburg) und Günther Däubler (Konservatorium Würzburg). Seine Lehrer für Jazz-Improvisation waren Walter Norris, Dieter Glawischnig, Richie Beirach, Philip Catherine, John Taylor, Fred Hersch und Barry Harris.
1995 zog Wölk nach Berlin, wo er als Komponist und Bandleader arbeitet, hauptsächlich im Jazzbereich.

## Kompositionen
Neben seiner Arbeit als Jazzpianist hat Wölk einige Kompositionen vorgelegt, die Einflüsse der europäischen Moderne verarbeiten. Sie wurden für den Deutschlandfunk Kultur, den Rundfunk Berlin-Brandenburg und den Bayerischen Rundfunk produziert, aber auch live aufgeführt. Zu nennen sind:
- Across the Border, eine Suite in sechs Sätzen, entstanden im Sommer 2000 für Jazztrio (Klavier, Bass, Schlagzeug). Das Stück ist ein Versuch, die Atmosphäre und die Emotionen auf Reisen einzufangen, wobei sich fest notierte Teile und Jazz-Improvisationen abwechseln.

- Pictures and Sounds (1999–2006) enthält Stücke, die von Motiven aus Literatur und bildender Kunst inspiriert sind. Die Titel lauten: The Juggler (1999), Bartleby's Blues (2001), Dulcinea (2001) und Master Gepetto’s Nightmare (2002).

- People on Sunday, entstanden im Winter 2004 in Ahrenshoop. Die vierteilige Suite entstand für Violine, Altsaxophon, Posaune und Klarinette sowie Jazztrio. Das Werk ist von dem Stummfilm Menschen am Sonntag (1929) von Robert Siodmak und Billy Wilder inspiriert.

- Book of Images, Lieder nach Gedichten von Rainer Maria Rilke (1875–1926) aus dessen Zyklus Das Buch der Bilder, entstanden im Juni 2004 während eines Aufenthalts in Toronto.

## Diskographie (Auswahl)
- 2006 – Reflections on Mozart, Soloklavier; Nabel Records
- 2008 – Desire for Spring, mit Johannes Fink (Bass), Andrea Marcelli (Drums) u. a.; Splash
- 2009 – Homage To Nino Rota, mit Johannes Fink, Stephan Meinberg, Tobias Morgenstern, Jens Naumilkat; Splash
- 2011 – then and now, mit Pascal von Wroblewsky (Gesang), Andy Miles (Klarinette), John Goldsby (Bass) u. a.; Fibonacci Records Hamburg
- 2015 – The Berlin Album, mit Johannes Fink (Bass) und Andrea Marcelli (Drums und Klarinette); Jazzwerkstatt
- 2017 – Another Kind of Faith, mit Tobias Relenberg (Flöte, Tenorsaxophon), Andrea Marcelli (Drums), Jörn Henrich u. a.; Nabel Records